# Кругле (Полтавський район)
Кру́гле — село в Україні, у Зіньківській міській громаді Полтавського району Полтавської області. Населення становить 41 осіб. До 2020 орган місцевого самоврядування — Першотравнева сільська рада.

## Географія
Село Кругле знаходиться за 3 км від лівого берега річки Ташань, на відстані 1 км від села Кілочки.

## Населення

### Мова
Розподіл населення за рідною мовою за даними перепису 2001 року:
| Мова       | Кількість | Відсоток |
| ---------- | --------- | -------- |
| українська | 40        | 97.56%   |
| російська  | 1         | 2.44%    |
| Усього     | 41        | 100%     |

## Історія
1859 року у козачому хуторі Круглику налічувалось 12 дворів, мешкало 60 осіб (28 чоловічої статі та 32 — жіночої).
У Національній книзі пам'яті жертв Голодомору 1932—1933 років в Україні перелічено 38 жителів села, що загинули від голоду.
12 червня 2020 року, відповідно до розпорядження Кабінету Міністрів України № 721-р «Про визначення адміністративних центрів та затвердження територій територіальних громад Полтавської області», село увійшло до складу Зіньківської міської громади.
19 липня 2020 року, в результаті адміністративно - територіальної реформи та ліквідації Зіньківського району, село увійшло до складу новоутвореного Полтавського району Полтавської області.